# Seven Stones
Seven Stones : Opera a cappella pro čtyři sólisty a dvanáctičlenný sbor je opera českého hudebního skladatele Ondřeje Adámka z roku 2018. 

## Historie
Dílo bylo složeno na objednávku Festivalu v Aix-en-Provence (plný název Festival international d’art lyrique et l'Académie européenne de musique d’Aix-en-Provence, zkráceně Festival d’Aix-en-Provence). Libreto napsal islandský spisovatel Sjón. Světová premiéra proběhla dne 7. července 2018 v divadle Théâtre du Jeu de Paume v Aix-en-Provence v rámci Festivalu v Aix-en-Provence. Operu nastudovali dirigenti Ondřej Adámek
a Léo Warynski, choreografii a režii provedl Éric Oberdorff, scénu a kostýmy navrhl Éric Soyer.
Dne 24. července 2018 byl ve Francouzském institutu v Praze promítnut záznam reprízy z 10. července 2018.

## Obsazení
Dílo je prezentováno jako Opera a cappella, zpěváci ale při představení používají nejrůznější bicí (skutečné, improvizované, etnické) a další nástroje (kontrabas, cello, housle, flétny apod.).

## Jazyk
Opera je napsána v angličtině, v textu jsou ale používány narážky na češtinu (název hospody U Bábelsteinů, názvy nerostů a hornin, citoslovce).

## Osoby a obsazení při premiéře
| role                        | hlasový obor | představitel při premiéře, 7. červenec 2018 |
| --------------------------- | ------------ | ------------------------------------------- |
| servírka, první vypravěčka  | soprán       | Anne-Emmanuelle Davy                        |
| hostinská, druhá vypravěčka | soprán       | Shigeko Hata                                |
| sběratel kamenů             | baryton      | Nicolas Simeha                              |
| sběratelova manželka        | soprán       | Landy Andriamboavonjy                       |
| sbor                        |              | accentus / axe 21                           |

## Dílo a jeho části

### Předehra
Dirigent začíná vést představení, pak se ale zarazí, obrací se na publikum a vypráví příhodu, kdy jej letící kámen udeřil do hlavy. Zpěváci a sboristé začnou vyprávět jeden přes druhého příběhy dalších lidí, kterým se stalo něco podobného. Dirigent pak zůstává sám a mění se v hlavního hrdinu opery - ve sběratele kamenů.

### Část Ia – Záchrana
Sběratel se choulí v chumelenici na ulici. Objevuje se jeho manželka a vypráví jeho příběh. je ženatý, má pět dětí, mezi mineralogy má dobrou pověst, ale je "ztracený manžel, ztracený otec, ztracený vědec...". Nakonec jej dovede do jeho oblíbené hospody U Bábelsteinů.

### Část Ib – U Bábelsteinů
Hospoda je vyzdobena geologickým nářadím a sběratelovou sbírkou kamenů. Hostinská a servírka usadí sběratele a jeho ženu ke stolu a přinášejí na podnosu první kámen ze sbírky. Sběratel jej ale odmítne. Přinesou tedy jiný kámen, jehož kouzlo přenese účastníky do baru v Buenos Aires.

### Část II – Slepý básník a kamenná zeď
V baru sedí slepý stařec. Je to básník, který se nechal taxikářem odvézt k trhlině Almannagjá na Islandu. Básník hovoří se skalní stěnou. Taxikář se potom ptá, o čem si povídali. Básník vypráví, že věnoval skalní stěně báseň a ona mu na oplátku dala kámen – říkanku obrů. Sběratel se vrací do doby svého dětství.

### Část III – Dětství
Malý sběratel rozbíjí nalezené kameny a v jejich nitru nachází zářivé krystaly ametystů. Když si je přiloží k hlavě, ocitá se znovu U Bábelsteinů.

### Intermezzo I – Přísloví
V hospodě sběratel znovu přebírá kameny sbírky, zatímco hosté říkají nejrůznější přísloví, ve kterých figuruje slovo kámen. Sběratel si vybere černý leštěný kámen.

### Část IV – Duch dívky
Objevují se tři japonské ženy, které vítají amerického obchodníka. Nabízejí mu černý leštěný kámen, který mu prý umožní nahlížet do duše dívek. Hostinská pak vypráví zbytek příběhu: obchodník byl nalezen mrtvý na Aljašce a místo mozku byl v jeho hlavě lesklý černý kámen.

### Část V – Litograf
Malíř a grafik Edvard Munch přišel do laboratoře Marie Curie-Skłodowské a přinesl jí litografii, kde je zpodobněna. Grafika se velmi podobá jinému Munchovu dílu: obrazu Smrt v pokoji nemocné (La Mort dans la chambre de la malade). Sbor přitom jmenuje příznaky aplastické anémie, na kterou Marie zemřela. Grafik rozbíjí litografickou desku, začne ji zkoumat pomocí geologického kladívka a proměňuje se opět ve sběratele.

### Část VI – Měsíční kámen
Sběratel se dívá na Měsíc v okamžiku jeho zatmění. Objevuje se jeho žena a zpívá píseň o měsíčním kameni. Sběratel se pokouší zachytit měsíční svit.

### Intermezzo II – Střetnutí
Sběratel je opět U Bábelsteinů a dožaduje se dalšího kamene. Hostinská ho vede opět k prvnímu kameni. Sběratel po něm sahá, ale jeho žena je rychlejší a kamene se zmocní.

### Část VIIa – První kámen
Servírka se mění v účinkující barokní kantáty, která zpívá recitativ k evangelijní scéně Ježíš a cizoložnice Sběratel se stává cizoložnicí a jeho manželka představuje Krista a pronáší větu: Kdo z vás je bez hříchu, první hoď na ni kamenem!. Lidé, kteří chtěli cizoložnici ukamenovat, odcházejí, Kristus/sběratelova manželka předává sběrateli „první kámen“.

### Část VIIb – Vražda
Sběratel se po sedmi letech cestování a hledání prvního kamene vrací domů a nalézá svou ženu v objetí mladého muže. Vrhne na něj svůj kámen a příliš pozdě zjišťuje, že zabil vlastního syna.

### Dohra – Píseň sběratele kamenů
Stejná scéna jako na začátku opery, sehnutý sběratel se choulí na zasněžené ulici a zpívá kamínku pod svýma nohama.